# Alma Mahlerová
Alma Mahlerová, plným jménem Alma Mahler-Gropius-Werfel (31. srpna 1879 ve Vídni – 11. prosince 1964 v New Yorku), rozená Alma Schindlerová, byla rakouská hudebnice, skladatelka a autorka memoárové literatury. Proslula jako „múza“ řady předních umělců první poloviny 20. století, např. hudebního skladatele Gustava Mahlera, malíře Oskara Kokoschky či spisovatele Franze Werfela.

## Život
Alma se narodila v rodině v té době známého a oblíbeného malíře krajin Emila Jakoba Schindlera (1842–1892) a jeho ženy zpěvačky Anny Sophie, rozené von Bergen (1857–1938). K přátelům manželů Schindlerových patřily významné osobnosti vídeňské kultury, jako např. malíř Gustav Klimt, který s Almou prožil krátkou romanci. K dalším ctitelům Almy Schindlerové patřil ředitel Burgtheatru Max Burckhard či hudební skladatel Alexander Zemlinsky.

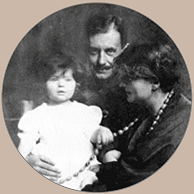
Manon Gropiová se svými rodiči, Almou Mahlerovou a Walterem Gropiem (1918)

V roce 1901 se v salónu své přítelkyně Berty Zuckerkandlové seznámila s předním vídeňským hudebním skladatelem Gustavem Mahlerem, za nějž se o rok později provdala. Žili spolu až do Mahlerovy smrti v roce 1911. Měli spolu dvě dcery, Marii Annu (1902–1907) a Annu (1904–1988). Alma se musela vzdát své slibné kariéry hudební skladatelky, neboť Mahler z ní chtěl mít hospodyni, nikoli konkurenci (složila desítky písní a jednu klavírní sonátu). Jejich dcera Anna se stala sochařkou.
Ještě za Mahlerova života začal vášnivý poměr Almy s architektem a čelným představitelem stylu Bauhaus Walterem Gropiem. Po Mahlerově smrti se za něj provdala (v roce 1915). O rok později se jim narodila dcera Manon (1916–1935).
Ovšem již v roce 1912 vzplanula Alma láskou k přednímu expresionistickému malíři a  spisovateli Oskaru Kokoschkovi, který sebe a ji zachytil na obraze Nevěsta větru (Die Windsbraut). Jejich vztah ovšem netrval dlouho a Alma se vrátila ke Gropiovi. Vztahům s Gropiem i s Kokoschkou byl konec, když Alma poznala německého spisovatele Franze Werfela, jemuž porodila v roce 1918 syna Martina, jenž ovšem záhy zemřel. Werfelovou manželkou se stala roku 1929.
Po anexi Rakouska Třetí říší v roce 1938 uprchli s Werfelem nejprve do Francie a v roce 1940 do Spojených států amerických, kde v roce 1945 Alma ovdověla. Se svým mužem žila v Los Angeles, po jeho smrti se však přestěhovala do New Yorku, kde stála v čele umělecké elity až do své smrti v roce 1964.
Pro své vztahy s umělci byl přezdívána „vdovou čtyř umění“.
Napsala několik vzpomínkových knih.